# Tlahuicole
Tlahuicole (del náhuatl: Tlalwihkoleh ‘el del asa de barro’) fue un guerrero tlaxcalteca otomí. Nació en 1497, se distinguió por su valor durante las guerras floridas (xochiyaoyotl en náhuatl).

## Biografía

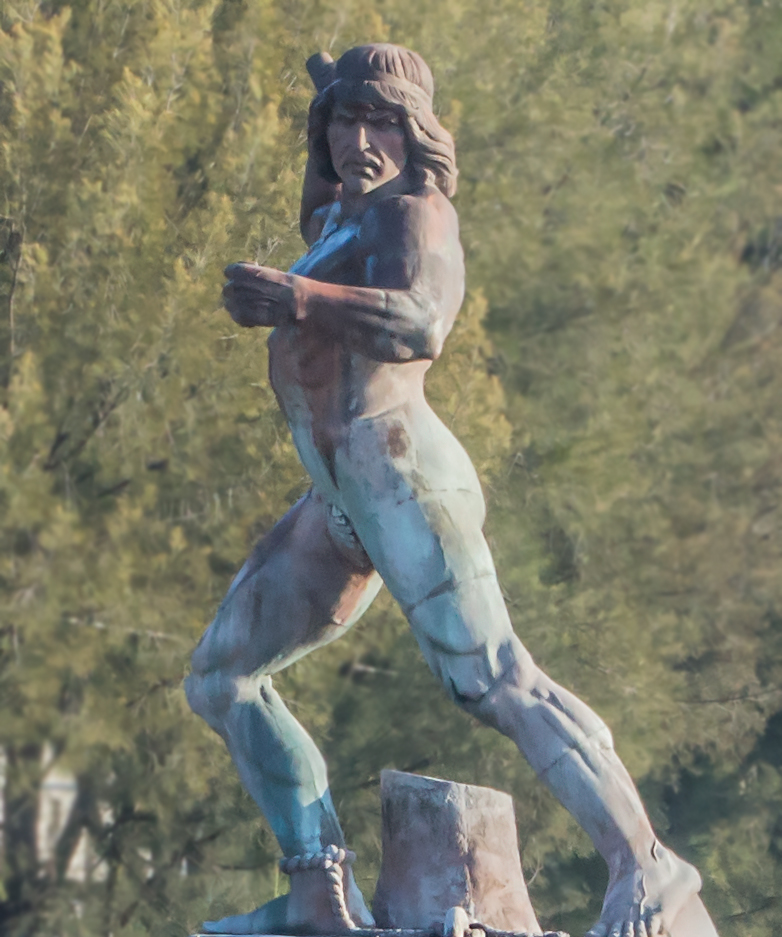
Monumento a Tlahuicole, basado en la estatua de Manuel Vilar, en Tlaxcala de Xicohténcatl.

Era de origen Pueblo Tlaxcalteca, nacido en uno de los pueblos del sur de Tlaxcala. Su nombre significa «El del asa de barro», pues siempre cargaba un asa de barro cocido. Descendiente de una distinguida familia, cuando la Confederación de Tlaxcala estaba en su momento de mayor importancia.
Por ser de familia noble estudió en el Calmécac, lugar al que asistían los jóvenes nobles a prepararse para ser militares, jefes civiles o sacerdotes. Participó en muchas batallas de la guerra florida contra los mexicas y llamó la atención por su valor y gran fuerza. En una de estas guerras murió un hijo del gobernante Moctezuma Xocoyotzin, lo que originó que enviara un poderoso ejército contra Tlaxcala; en ese combate realizado en 1504, triunfaron los tlaxcaltecas.
En uno de tantos combates fue hecho prisionero. Moctezuma, impresionado por su valor, le devolvió la libertad, pero Tlahuicole no la aceptó. Entonces lo hizo jefe de uno de los ejércitos que trataron de invadir el territorio del Imperio purépecha que se localizaba en el actual estado de Michoacán. Esta acción no tuvo éxito, pero consiguieron riquezas para Moctezuma. A su retorno le ofrecieron nuevamente a Tlahuicole la libertad para regresar a su tierra o quedarse como general de uno de los ejércitos mexicas.
Tlahuicole ganó fama de atrevido, valiente y temido guerrero, en su calidad de capitán provisional de los mexicas. El valiente guerrero pidió morir en combate ya que no quiso quedarse como capitán mexica por no traicionar a Tlaxcala, y tampoco quiso regresar a su tierra natal ya que eso significaba una falta de honor, pues según la costumbre si un hombre caía preso en la guerra, tenía que vencer o morir. Y así, Tlahuicole le dijo a Moctezuma que prefería la muerte. Quería morir, pero no como los demás, sino como lo que era: un valiente.
Viendo Moctezuma el deseo de Tlahuicole, le preparó grandes fiestas, bailes y banquetes en preparación de su muerte. Fue llevado al Temalácatl (rueda del sacrificio gladiatorio), atado de la cintura a una piedra circular, se le proporcionó un macuahuitl (del nahuatl: espada) y un chimalli (del nahuatl: escudo) para que se defendiera. Mató a ocho guerreros, hirió a otros veinte y por fin lo vencieron. Posteriormente fue sacrificado ante Huitzilopochtli, dios de los mexicas.